# Gobio hettitorum
Gobio hettitorum — риба з роду пічкурів, родини пічкурових. Зустрічається виключно у прісних водах Туреччини. Перебуває під загрозою зникнення через брак необхідних біотопів.